# エンリコ四世 (戯曲)
『エンリコ四世』（イタリア語: Enrico IV）は、ルイジ・ピランデルロの作によるイタリアの戯曲。1921年に書かれ、1922年2月24日にミラノのテアトロ・マンゾーニにて初演された。喜劇と悲劇の要素をもって狂気を描く、自身のことをハインリヒ4世だと思い込む男の物語である。トム・ストッパードによる英訳が有名である。1973年ブロードウェイ進出の著名なイギリスの上演ではレックス・ハリソンが主演を務めたが、ストッパードの英訳はこの上演では使われなかった。

## あらすじ
四旬節の前に毎年行われる謝肉祭の野外劇の最中、イタリアの貴族の男がハインリヒ4世の役を演じている途中に落馬する。正気付くと、男（以下、ハインリヒと呼称する）は自らをハインリヒ4世だと思い込んでいる。それから20年間、彼の妹と今や甥マルケーゼ・カルト・ディ・ノッリまでをも含む家族は、ウンブリア州郊外の屋敷で彼の妄想に話を合わせていた。屋敷はハインリヒのゴスラーの宮殿に似せて飾り付け、枢密顧問官の役を演じさせて11世紀の宮廷の様を模するために使用人たちを雇っていた。
ディ・ノッリの瀕死の母は、彼に医師ディオニシオ・ジェノーニを連れてくるよう求めた。劇中のすべての出来事は、医師の訪問した日に起こる。
ディ・ノッリと医師以外の登場人物：
- マチルダ・スピナ婦人（落馬事故前、ハインリヒが愛するも成就せず）、未亡人。うら若きマチルダが20年前の野外劇にてマティルデ・ディ・カノッサの衣装を着ている肖像画が、王座のある部屋に掲げられている。
- フリーダ、マチルダの娘、ディ・ノッリの婚約者。フリーダは20年前のマチルダと瓜二つである。
- バロン・ティト・ベルクレディ、マチルダの愛人。
- 11世紀の衣装を来た従者2人。
- ジョバンニ、年老いた使用人。
- 枢密顧問官に扮する4人：ランドルフ（ロロ）、ハロルド（フランコ）、オードルフ（モモ）、バーソルド（フィノ）

最初の2幕では、訪問者がハインリヒと交流する。
物語は、バーソルドが枢密顧問官に加入するところから始まる。彼はアンリ4世の宮殿に仕える役を準備していた。そして訪問者が到着し、ハインリヒに紹介される。ハインリヒは変装したベルクレディを修道士のペトルス・ダミアニだと勘違いし、激昂するも、後に冷静さを取り戻す。
第二幕は、訪問者の間で取り交わされるハインリヒについての憶測から始まる。その憶測は、ベルクレディと口論ばかりしているマチルダのことを、ハインリヒがどう思っているかにも及ぶ。ハインリヒは再び登場するも、その振る舞いは益々異常なものになっている。訪問者が到着すると、ハインリヒは顧問官らに自分は本当に狂人になっているのではなく、自分自身の振る舞いにしばらく前から気付いていると告げる。しかし彼は20世紀を生きるよりも（この物語の舞台は1900年頃である）、今まで通り過ごすことを望んだのである。彼の言動は相変わらず異常である。
この告白を知ると、訪問者はハインリヒと対面した。ハインリヒは彼ら、とりわけベルクレディに怒った。劇の終盤、彼はフリーダを掴む。フリーダは、ハインリヒを狂気から引き戻すため、医師の発案で肖像画の中と同じ衣装を着ているのである。続いて起こる口論の中で、ハインリヒはベルクレディを刺す。訪問者は逃げ、幕が下りるとともに、ハインリヒは再び王として振る舞い始める。